# یامه، فوکوئوکا
یامه در استان فوکوئوکا در کشور ژاپن واقع شده‌است  که دارای جمعیت ۴۲٬۲۴۱ نفر و مساحت ۹۸٫۶۶ کیلومتر مربع با تراکم جمعیت ۴۲۸  نفر در کیلومترمربع است و در تاریخ ۱ آوریل ۱۹۵۴ به عنوان شهر شناخته شد.